# Éric Legnini

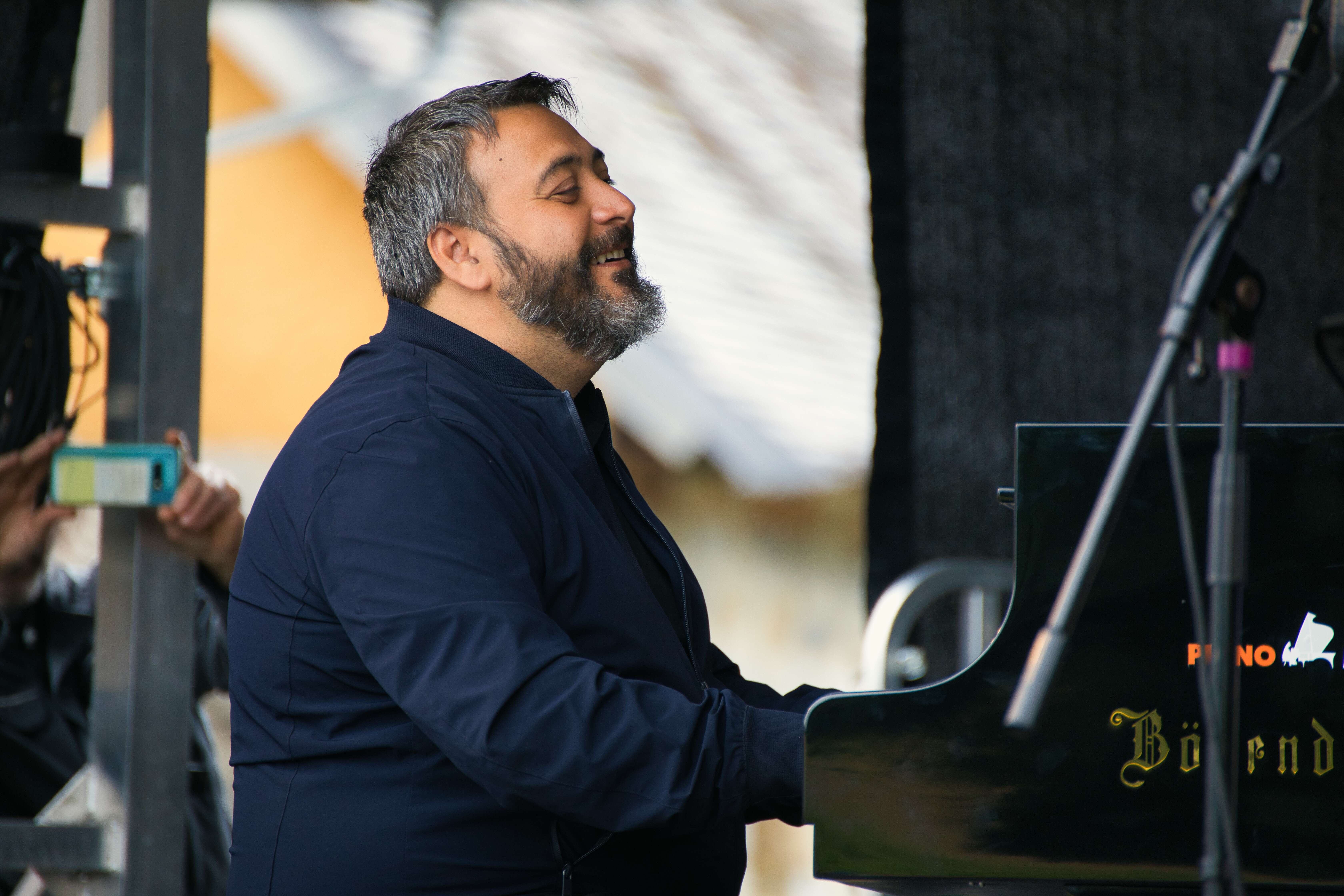
Mit dem Belmondo Brotherhood Quintet auf dem INNtöne Jazzfestival 2021

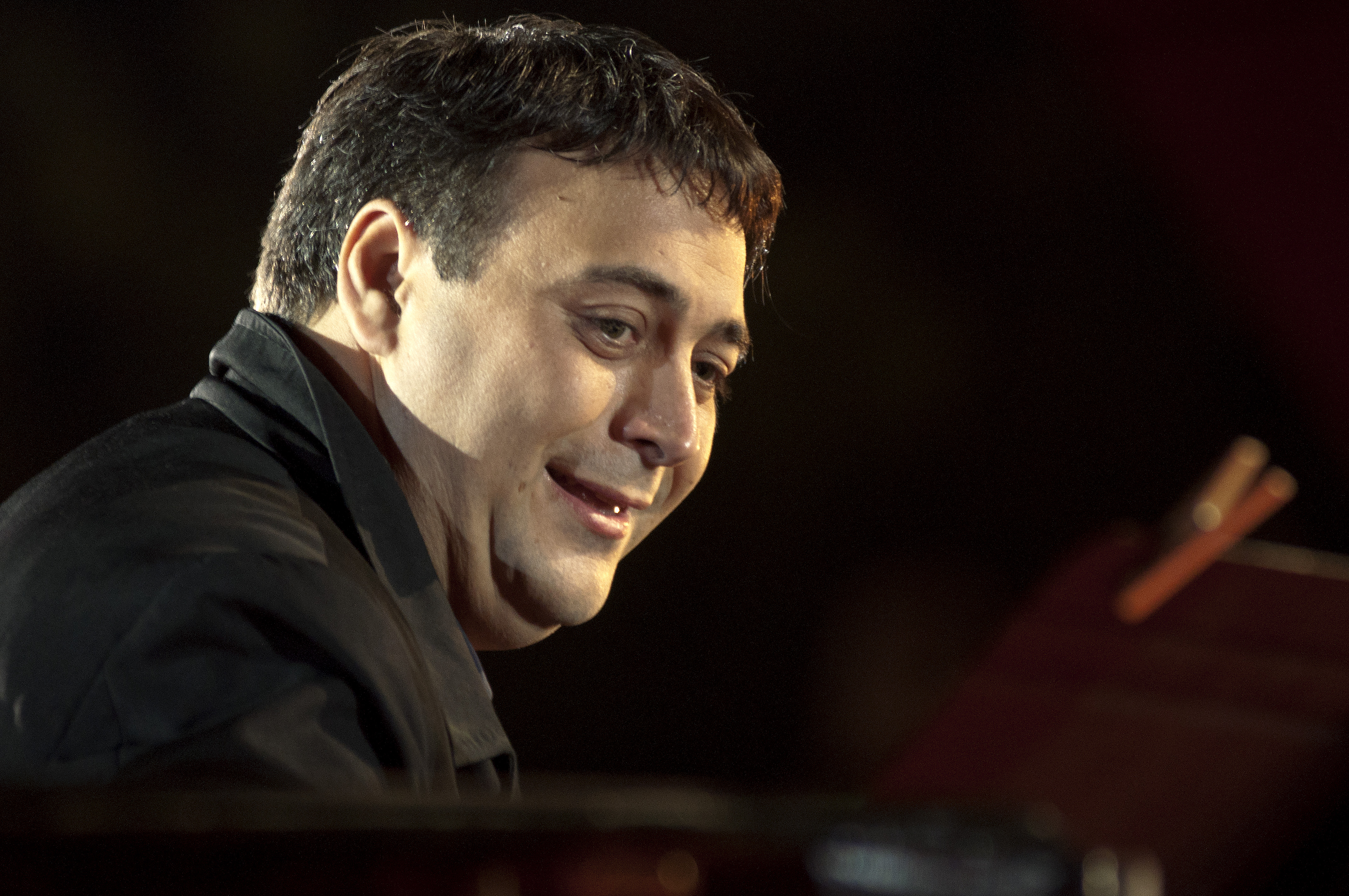
Eric Legnini in Nizza (2011)

Éric Legnini (* 20. Februar 1970 in Huy) ist ein belgischer Jazzpianist, Komponist und Arrangeur.

## Leben und Wirken
Legnini lernte ab sechs Jahren klassisches Klavier spielen; ein Album von Erroll Garner brachte ihn später zum Jazz. Noch in seiner Jugendzeit spielte er mit dem Saxophonisten Jacques Pelzer. Nach zwei Jahren in New York City, wo er bei dem Pianisten Richie Beirach studierte, kehrte er nach Belgien zurück. Bereits 1990 wurde er Lehrer für Jazz-Piano am Brüsseler Konservatorium. Im selben Jahr wurde ein TV-Dokumentarfilm über ihn gedreht.
Legnini lebt heute in Paris, wo er mit eigenem Trio auftrat (2007 mit dem Bassisten Mathias Allamane und dem Schlagzeuger Franck Agulhon) und mit dem Quartett des Saxophonisten Stefano Di Battista sowie dem Quintett des Trompeters Flavio Boltro. Daneben spielte er mit Éric Le Lann, André Ceccarelli, Aldo Romano, den Belmondo Brüdern, Branford Marsalis, Aka Moon, Toots Thielemans, Joe Lovano, Philip Catherine und Ludivine Issambourg, aber auch mit Sängern wie Claude Nougaro und Serge Reggiani. Mit seinem Trio nahm er die Soul-Jazz Alben Miss Soul (2005, Label Bleu) und Big Boogaloo (2006, Label Bleu) auf. 2011 legte er das Album The Vox mit seiner Band The Afro Jazz Beat vor, bei dem er harmonischen Fusionjazz mit den Funktionen von Afrobeat verband; es wurde als „Album des Jahres“ bei Les Victoires du Jazz ausgezeichnet. In Japan veröffentlichte er 2012 das Album Ballads, international gefolgt von Waxx Up (2017).  Im Quartett mit Rocky Gresset, Hugo Lippi und Thomas Bramerie entstand Six Strings Under (2019), „locker und meistens leichtfüßig.“
1998 wurde er in einem Hörervotum belgischer Radiosender zum „besten belgischen Jazzpianisten“ gewählt. 2005 erhielt er den Django d’Or (Belgien).